# Ligament tibio-fibulaire postérieur
Le ligament tibio-fibulaire postérieur (ou ligament péronéo-tibial postérieur et inférieur) est un puissant ligament de l'articulation tibio-fibulaire distale.
Il s'insère sur les bords postérieurs des facettes articulaires inférieures du tibia et de la fibula. Ses fibres inférieures se prolongent vers l’extrémité distale du tibia en agrandissant en arrière la mortaise formée par le tibia et la fibula.